# Scabrotrophon grovesi
Scabrotrophon grovesi är en snäckart som beskrevs av J. H. McLean 1996. Scabrotrophon grovesi ingår i släktet Scabrotrophon och familjen purpursnäckor. Inga underarter finns listade i Catalogue of Life.